# 延和 (唐)
延和（えんわ、えんな）は、唐の睿宗李旦の治世に使用された元号。712年。
『資治通鑑』巻210によれば、この年号は著しく短かった。実質的な期間は3ヶ月であった。

## できごと
司馬光『資治通鑑』巻210により略記する。
- 712年5月辛巳、天下に大赦して、延和と改元。
- 712年7月壬辰、皇太子李隆基に譲位を伝えるが、皇太子は固辞した。
- 712年8月庚子、譲位により玄宗即位。睿宗は太上皇を称す。

## 西暦・干支との対照表
| 延和 | 元年  |
| 西暦 | 712年 |
| 干支 | 壬子  |